# Jonas Monar

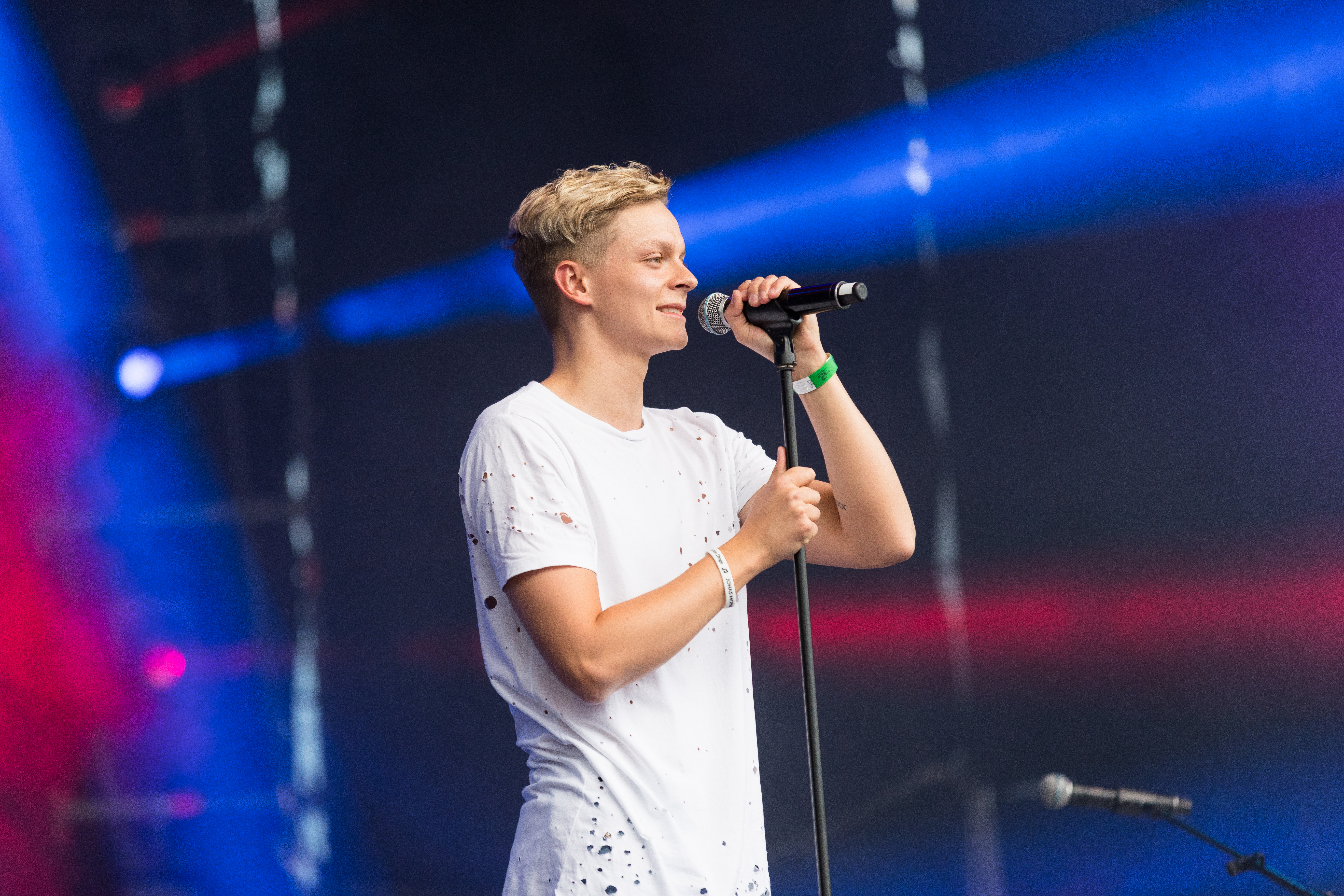
Jonas Monar live beim Schlossgrabenfest 2017

Jonas Monar (* 10. Juli 1990 bei Wetzlar) ist ein deutscher Sänger und Songwriter. Der Name „Monar“ entstammt über Umwege dem Buch und Film Der große Gatsby. Monar hat ihn sich für seinen Künstlernamen angehängt.

## Leben
Jonas Monar ist mit seinen drei Brüdern in einem Ortsteil der Stadt Wetzlar in Mittelhessen aufgewachsen. Seine Familie ist sehr musikalisch, bereits in frühem Alter hatten die drei Brüder die Möglichkeit ein Instrument zu lernen. Seine Eltern stammen aus Bayern, bis heute hat er Familie dort. Aktuell befindet sich sein Wohnsitz in Berlin, wo auch seine Plattenfirma Universal Music ihren Sitz hat. Jonas Monar begann ein Lehramtsstudium, das er jedoch nicht abschloss. Eine Ausbildung zum Erzieher beendete er hingegen, bevor er sich 2015 ganz der Musik widmete.

## Karriere
Schon früh entschied sich Monar für die Musik, bereits mit sieben Jahren lernte er Klavier, später brachte er sich selbst das Gitarrenspielen bei.
Mit 13 schrieb er seinen ersten eigenen Song. Wenig später gründete er mit Schulfreunden eine Band (früher H.O.P.E, dann Port London), mit der er u. a. im Vorprogramm von Sunrise Avenue und Silbermond spielte. Die Gruppe wurde in das Förderprogramm der Mannheimer Popakademie aufgenommen und erlangte somit eine tiefgründige Künstlerausbildung in Sachen Performance, Songwriting und Management. Die Band löste sich auf, als sich einige der Bandmitglieder dem bürgerlichen Leben zuwandten.
Daraufhin zog Monar 2015 nach Berlin, begann, Songs für namhafte Künstler zu schreiben und unterzeichnete schon bald einen weltweiten Songwriter-Deal beim Verlag BMG Rights Management. In dieser Zeit arbeitete er auch intensiv an seiner Solokarriere und unterzeichnete schließlich einen Plattenvertrag bei Universal Music.
Im September 2016 veröffentlichte Jonas Monar seine erste Single Playlist, kurz darauf im Januar 2017 die zweite Single Alle Guten Dinge zum gleichnamigen Album, welches nach der dritten Single Nie Zu Ende am 18. August 2017 erschienen ist und auf Platz 57 der deutschen Charts einstieg.
Der Song Nie Zu Ende wurde im Januar 2018 zum ARD-Titelsong der Olympischen Winterspiele gewählt und erlangte somit deutschlandweit einen hohen Bekanntheitsgrad. 2018 fungierte der Song Held aus dem Album Alle Guten Dinge als ARD-Titelsong der Paralympics.
Im September 2018 erschien in Zusammenarbeit mit der Caritas und der Organisation U25 Deutschland Jonas Monars neueste Single #DuBistMirWichtig zum Welttag der Suizidprävention, die auf Depressionen und Suizidgedanken bei jungen Erwachsenen aufmerksam machen soll.

## Diskografie

### Alben
- 2017: Alle guten Dinge
- 2021: Immer Juli

### Singles
- 2016: Playlist
- 2017: Alle guten Dinge
- 2017: Nie zu Ende

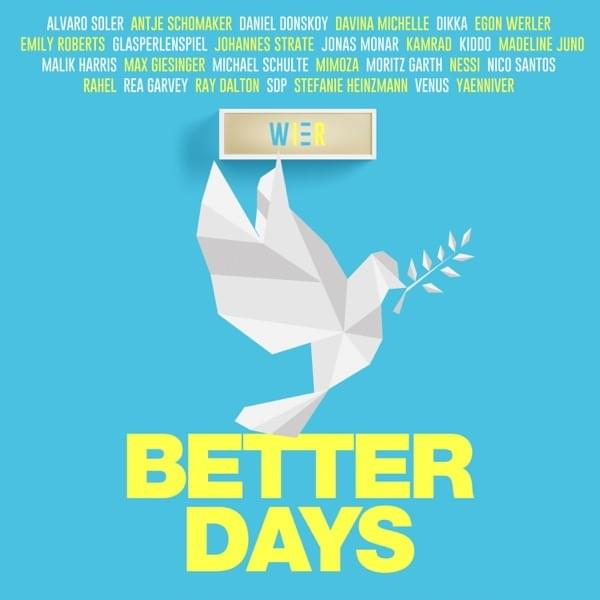
Frontcover zu Better Days.

- 2018: Playlist 2018 (mit Liquit Walker)
- 2018: #DuBistMirWichtig
- 2019: Nirvana
- 2020: Autobahn
- 2020: Hasslieben
- 2021: Heimweg
- 2021: iPhone
- 2021: Couch
- 2021: Kunstwerk
- 2021: Immer Juli
- 2022: Better Days (als Teil von Wier)

## Belege
1. ↑  Bettina Meister: Jonas Monar: Worte sind am wichtigsten. 3. Oktober 2018, abgerufen am 10. Juli 2020 (deutsch).
2. ↑  Jonas Monar: Musik, Videos, Statistiken und Fotos. Abgerufen am 10. Juli 2020.
3. 1 2  Linus Volkmann: Jonas Monar Biografie. In: Offizielle Website von Jonas Monar. Abgerufen am 18. September 2018.
4. ↑  Port London. In: Gigmit. Abgerufen am 18. September 2018.
5. ↑  Jonas Monar. In: Radio Teddy. Radio Teddy, archiviert vom Original (nicht mehr online verfügbar) am 18. September 2018; abgerufen am 18. September 2018.  Info: Der Archivlink wurde automatisch eingesetzt und noch nicht geprüft. Bitte prüfe Original- und Archivlink gemäß Anleitung und entferne dann diesen Hinweis.
6. ↑  BMG befördert Wahnschaffe. In: Mediabiz.de. Musikwoche, abgerufen am 18. September 2018.
7. 1 2  Jonas Monar veröffentlicht sein Debüt-Album. In: Universal Music. Abgerufen am 18. September 2018.
8. ↑  Jonas Monar – Alle guten Dinge. In: Offizielle Deutsche Charts. GfK Entertainment, abgerufen am 18. September 2018.
9. ↑  Offizieller ARD-Song für die Olympischen Winterspiele 2018. In: Daserste.de. Das Erste, 20. Februar 2018, archiviert vom Original am 18. September 2018.
10. ↑  Wetzlarer Jonas Monar singt ARD Olympiasong. In: Mittelhessen.de. Archiviert vom Original (nicht mehr online verfügbar) am 18. September 2018; abgerufen am 18. September 2018.  Info: Der Archivlink wurde automatisch eingesetzt und noch nicht geprüft. Bitte prüfe Original- und Archivlink gemäß Anleitung und entferne dann diesen Hinweis.
11. ↑  U25. Deutscher Caritasverband e. V., abgerufen am 18. September 2018.
12. ↑  Tim Theobald: Die ungewöhnliche Suizidpräventions-Kampagne von BBDO. In: Horizont.net. Horizont, abgerufen am 1. Mai 2020.
13. ↑  Chartquellen: DE

| Personendaten    | Personendaten                   |
| ---------------- | ------------------------------- |
| NAME             | Monar, Jonas                    |
| KURZBESCHREIBUNG | deutscher Sänger und Songwriter |
| GEBURTSDATUM     | 10. Juli 20. Jahrhundert        |
| GEBURTSORT       | Wetzlar                         |